# Недељко Зеленовић
Недељко Зеленовић (Коњиц, 1958 — Источно Сарајево, 14. март 2022) био је српски књижевник и књижевни критичар.

## Живот
Рођен је 1958. у Коњицу. Гимназију и Филозофски факултет је завршио у Сарајеву. Бавио се просветним радом и новинарством. Био је члан Удружења књижевника Српске и Удружења књижевника Србије. Био је председник сарајевско-романијско-дринске подружнице Удружења књижевника Српске. Зеленовић је био директор Међународног фестивала малих сцена „Mонодрама Српске“ и директор Културног центра Источно Ново Сарајево.
Живио је у Источном Сарајеву. Умро је 14. марта 2022. године.

## Признања
Добитник је Повеље Књижевног фонда „Свети Сава“ за књигу „Писци су лажљивци који говоре истину“. Повеља му је уручена 26. јануара 2012.

## Дјела (библиографија)
- Сецирање душе, (пјесме 1996)
- Свако има неког кога нема, (пјесме 1998)
- Моје срчане мане, (пјесме 2000)
- Очеви посљедњи дани, (приче 2001)
- Очевим језиком, Завод за уџбенике и наставна средства Републике Српске, Источно Сарајево (2004)
- За кандило никад доста уља, Завод за уџбенике и наставна средства Републике Српске, Источно Сарајево (пјесме, Видовданска награда 2004)
- Прво пјевање о љубави, (пјесме, 2005)
- Пјесме за вршњаке, (пјесме за дјецу 2006)
- Сјенке, Завод за уџбенике и наставна средства Републике Српске, Источно Сарајево (2006)
- Чуваркуће и раскућеници, Матична библиотека Источно Сарајево (2007)
- Писци су лажљивци који говоре истину, (књижевна критика, 2011)
- У зрну пубертета (поезија за дјецу, „Бесједа Бања Лука,  978-99938-1-195-4, 2013. тираж 500);
- Прстохват љековитих ријечи (књижевна критика, Књижевни фонд „Свети Сава, Источно Сарајево,  978-99938-94-25-5 неважећи , 2013. тираж 500);
- Кумова сламарица (приче, „Бесједа Бања Лука,  978-99938-1-233-3, 2014. тираж 500);
- Све да имам, одакле ми (поезија, ЗУНС Источнпо Сарајево,  978-99955-1-159-3, 2014. тираж 500);
- Кратко чишћење грла (поезија, Матична библиотека, Источно Сарајево,  978-99955-39-75-7, 2016. титраж 300);
- Сјетовање (поезија, „Бесједа, Бања Лука,  978-99938-1-328-6, 2017. тираж 500);
- Походник по својој вољи (поезија, „Бесједа Бања Лука,  978-99938-1-383-5, 2019. тираж 500);